# Snecma TF106
Le Snecma TF106 est un turboréacteur double flux fabriqué par Snecma. Il s'agit d'un dérivé du Pratt & Whitney TF10 fabriqué sous licence.
C'est un TF 104 auquel a été ajoutée une tuyère de post-combustion.
Il a été testé sur le Mirage III T. Puis sur le Mirage III V et le Mirage III F, avant que ceux-ci ne reçoivent le TF306. Tous ces appareils sont restés à l'état de prototypes.